# Kościół św. Ludwika w Jońcu
Kościół św. Ludwika w Jońcu – zabytkowy kościół we wsi Joniec w powiecie płońskim. Kościół jest świątynią parafialną parafii św. Ludwika. Zbudowany został w stylu neoklasycznym na miejscu wcześniejszego kościoła drewnianego. Do użytku oddany został w roku 1784, a odnowiony w roku 1862. W pobliżu kościoła jest wolno stojąca dzwonnica, z umieszczoną tablicą pamiątkową podarowaną przez biskupa Michała Poniatowskiego, który był jednym z fundatorów świątyni.